# Land of the Free
Land of the Free er nationalsang for Belize der samtidig er Mellemamerikas eneste engelsktalende land.
Teksten til nationalsangen er skrevet af Samuel Alfred Haynes og musikken er komponeret af Selwyn Walford Young i 1963. Nationalsangen blev officielt adopteret i 1981.